# Improvement District

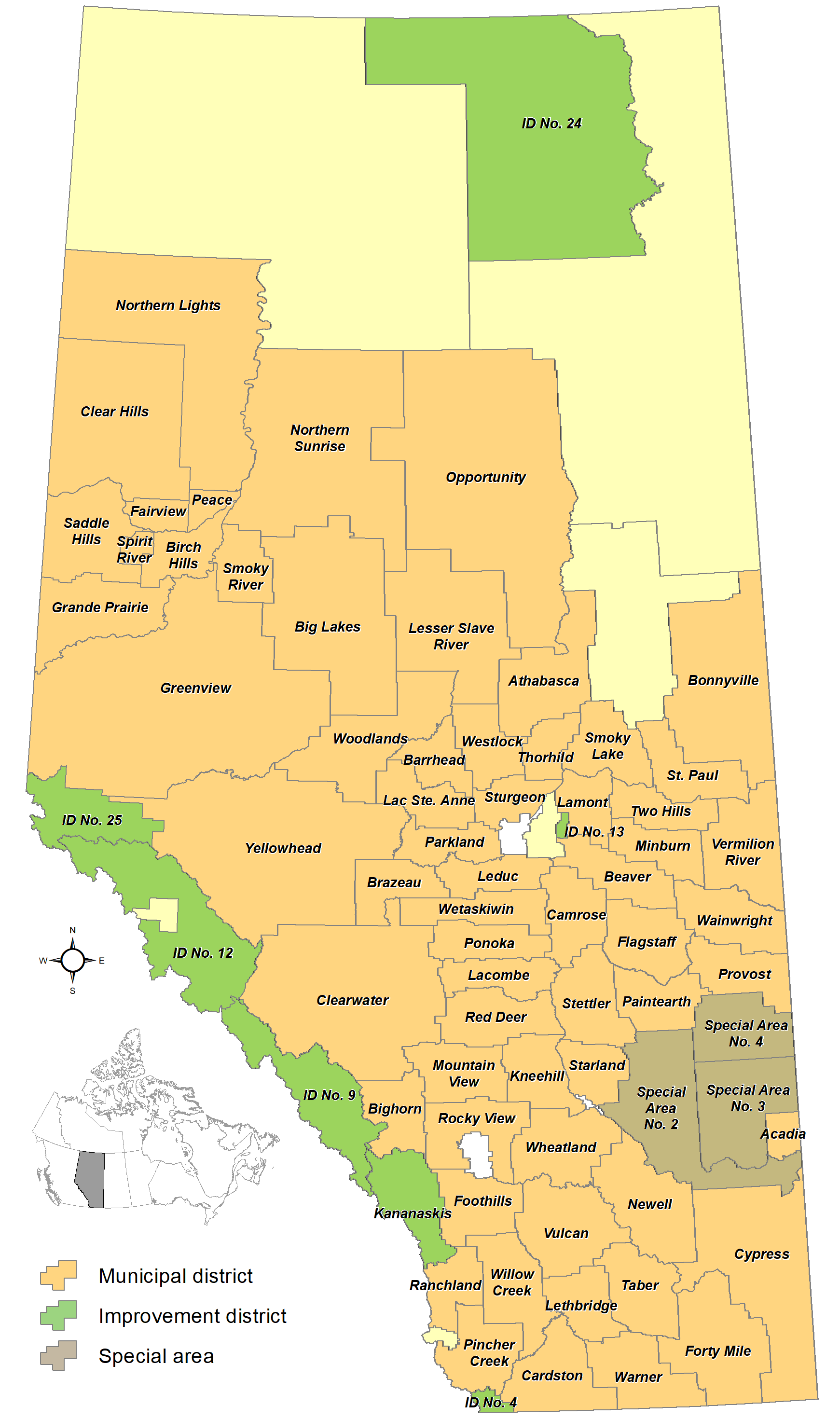
Karte der Improvement Districts (hellgrün) in Alberta

Die kanadische Provinz Alberta gliedert sich in verschiedene Arten von Verwaltungseinheiten. Neben den städtischen und den ländlichen Verwaltungseinheiten gibt es die sogenannten Improvement Districts. Dabei handelt es sich um eine Bezirksgemeinde mit besonderen Anforderungen, welche sich in der Regel daraus ergeben, dass es sich überwiegend um Nationalpark- oder Provinzparkgebiete handelt. Diese Verwaltungseinheiten existieren neben den (geographischen) Regionen und werden zu statistischen Zwecken zu Census Divisions zusammengefasst.
Diese Verwaltungseinheiten können, auf Vorschlag und Empfehlung des zuständigen Ministers, durch den Vizegouverneur von Alberta gebildet werden. Verwaltet werden diese Sonderverwaltungseinheiten durch Alberta Municipal Affairs. Die Bewohner der Distrikte wählen entsprechend ihre Vertreter in diese Behörde. In Alberta gibt es zurzeit (Stand: Januar 2023) sieben Improvement Districts. Zur besseren Unterscheidung wurden den Distrikten mit Nummern meist noch die Bezeichnung der darin befindlichen Parks angehängt.
Daneben existieren in Alberta auch noch:
- Municipal Districts (zurzeit 63),
- Specialized Municipalities (zurzeit 6) sowie,
- Special Areas (zurzeit 3).

## Übersicht
| Name                                              | Municipal Code | Verwaltungssitz    | Census Div. | Fläche (km²) | Ew. (2016) | Bev.-Dichte (E/km²) |
| ------------------------------------------------- | -------------- | ------------------ | ----------- | ------------ | ---------- | ------------------- |
| Improvement District No. 4 (Waterton)             | 0159           | Raymond            | 3           | 485,66       | 105        | 0,2                 |
| Improvement District No. 9 (Banff)                | 0164           | Lake Louise        | 15          | 6.787,28     | 1.028      | 0,2                 |
| Improvement District No. 12 (Jasper)              | 0167           | Edmonton           | 15          | 10.185,75    | 53         | 0,0                 |
| Improvement District No. 13 (Elk Island)          | 0168           | Edmonton           | 10          | 165,05       | 0          | 0,0                 |
| Improvement District No. 24 (Wood Buffalo)        | 0179           | Edmonton           | 16          | 33.416,30    | 648        | 0,0                 |
| Improvement District No. 25 (Willmore Wilderness) | 0479           | Edmonton           | 14          | 4.605,63     | 0          | 0,0                 |
| Kananaskis Improvement District                   | 0373           | Kananaskis Village | 15          | 4.213,95     | 221        | 0,1                 |

## Improvement District 04 (Waterton)
Der Bezirk liegt im Süden der Provinz. Seine Grenzen stimmen mit denen des Waterton-Lakes-Nationalparks überein. Er liegt südlich von Calgary, unmittelbar an der Grenze zu den Vereinigten Staaten.

## Improvement District 09 (Banff)
Der Bezirk liegt im Südwesten der Provinz. Seine Grenzen stimmen mit denen des Banff-Nationalparks überein. Er umfasst jedoch nicht die Gemeinde Banff. Der Bezirk wird vom südlichen Abschnitt des Trans-Canada Highway (Highway 1) durchzogen. Im Nordosten schließt sich der Improvement District 12 an, im Südwesten der Kananaskis Improvement District.

## Improvement District 12 (Jasper)
Der Bezirk liegt im Südwesten der Provinz. Seine Grenzen stimmen mit denen des Jasper-Nationalparks überein. Er umfasst jedoch nicht die Gemeinde Jasper. Der Bezirk wird in Ost-West-Richtung vom nördlichen Abschnitt des Trans-Canada Highway, dem Yellowhead Highway, durchzogen. Von Süden kommend, endet der Highway 93 im Bezirk. Im Südwesten schließt sich der Improvement District 09 an, im Norden der Improvement District 25.

## Improvement District 13 (Elk Island)
Der Bezirk liegt westlich von Edmonton. Seine Grenzen stimmen mit denen des Elk-Island-Nationalparks überein. Südlich des Bezirks verläuft in Ost-West-Richtung der Yellowhead Highway (Highway 16).

## Improvement District 24 (Wood Buffalo)
Der Bezirk liegt im Osten der Provinz. Seine Grenzen stimmen mit denen des Wood-Buffalo-Nationalparks überein.

## Improvement District 25 (Willmore Wilderness)
Der Bezirk heißt gelegentlich auch Improvement District 25 (Willmore Wilderness) und liegt im Nordosten der Provinz. Seine Grenzen stimmen mit denen des Willmore Wilderness Park überein.

## Kananaskis Improvement District
Der Bezirk umfasst den größten Teil des Kananaskis Country und liegt im Südwesten der Provinz.
Im Bezirk fanden der 28. G8-Gipfel im Jahr 2002 und der 51. G7-Gipfel im Jahr 2025 statt.

## Aufgelöster Improvement District 349
Der Improvement District 349 wurde, zum 1. Januar 2012, als letzte dieser Art von Verwaltungseinheiten gebildet. Er umfasste den in der Provinz Alberta liegenden Anteil der Cold Lake Air Weapons Range und lag im Osten der Provinz. Zum 1. Mai 2021 wurde der District wieder aufgelöst und sein Gebiet dem Municipal District of Bonnyville No. 87 zugeschlagen.